# Бюлент Акин
Бюлент Акин (тур. Bülent Akın, нар. 28 серпня 1978, Брюссель) — турецький футболіст, що грав на позиції півзахисника. По завершенні ігрової кар'єри — тренер.
Виступав, зокрема, за клуб «Галатасарай», а також молодіжну збірну Туреччини.
Чемпіон Туреччини. Володар Суперкубка УЄФА.

## Клубна кар'єра
Народився 28 серпня 1978 року в місті Брукселлес. Вихованець юнацьких команд футбольних клубів «Андерлехт» та «Генчлербірлігі».
У дорослому футболі дебютував 1997 року виступами за команду «Генчлербірлігі», в якій того року взяв участь у 2 матчах чемпіонату. 
Згодом з 1997 по 2000 рік грав у складі команд «Єні Саліхліспор» та «Денізліспор». Протягом цих років виборов титул володаря Суперкубка УЄФА.
Своєю грою за останню команду привернув увагу представників тренерського штабу клубу «Галатасарай», до складу якого приєднався 2000 року. Відіграв за стамбульську команду наступні два сезони своєї ігрової кар'єри. За цей час додав до переліку своїх трофеїв титул чемпіона Туреччини.
Протягом 2002—2011 років захищав кольори клубів «Болтон Вондерерз», «Генчлербірлігі», «Малатьяспор», «Істанбулспор», МВВ, «Кизилджахамамспор» та «Єні Малатьяспор».
Завершив ігрову кар'єру у команді «Кизилджахамамспор», у складі якої вже виступав раніше. Повернувся до неї 2011 року, захищав її кольори до припинення виступів на професійному рівні у 2012 році.

## Виступи за збірну
Протягом 1999–2000 років залучався до складу молодіжної збірної Туреччини. На молодіжному рівні зіграв у 6 офіційних матчах.

## Кар'єра тренера
Розпочав тренерську кар'єру, ще продовжуючи грати на полі, 2011 року, увійшовши до тренерського штабу клубу «Ескішехірспор».
Протягом тренерської кар'єри також очолював команду «Шкупі», а також входив до тренерських штабів клубів «Коньяспор» та «Генчлербірлігі».
Наразі останнім місцем тренерської роботи був клуб «Шкупі», головним тренером команди якого Бюлент Акин був протягом 2019 року.

## Титули і досягнення
- Чемпіон Туреччини (1):

«Галатасарай»: 2001-2002
- Володар Суперкубка УЄФА (1):

«Галатасарай»: 2000